# Klépierre
Klépierre är ett franskt fastighetsbolag som äger köpcenter i 16 europeiska länder, och verksamma i 57 städer, totalt 182 köpcenter (2015).
Klépierre är börsnoterat på Euronext Paris på Euronext Amsterdam. Den största ägaren i Klépierre heter Simons Property Group och är ett amerikansktägt fastighetsbolag som äger 30 % av aktierna i Klépierre. Näst största ägare i Klépierre är BNP Paribas med 23 %. Klépierre äger bland annat 56 % av den norska fastighetskoncernen Steen & Strøm Group. Klépierre köpte år 2015 upp det nederländska fastighetsbolaget Corio och det slås ihop med Klépierre och det sammanlagda fastighetsvärdet blir totalt 22 miljarder euro i Europa.